# 스타맨·이 별의 사랑
《스타맨·이 별의 사랑》(일본어: スターマン・この星の恋)은 칸사이 TV의 제작에 의해 2013년 7월 9일부터 9월 10일까지 후지 TV 계열에서 매주 화요일 22:00 ~ 22:54(JST)에 방송된 텔레비전 드라마이다. 주연은 히로스에 료코、후쿠시 소타
캐치프레이즈는, 〈마마가, 사랑을 해버렸다.〉

## 개요
남편이 도망간 후 세 아들을 홀로 키우며 사는 싱글맘 사와코가 우연히 한 청년을 만나 사랑에 빠지고 마침 기억상실에 걸린 그 청년에게 자기 남편이자 세 아이의 아빠라고 거짓말을 하면서 시작되는 로맨틱 코미디.

## 캐스트

### 우노가(家)
우노 사와코 (32) - 히로스에 료코
3형제의 엄마. 슈퍼마켓 야마토 점원.
호시오 (25) - 후쿠시 소타
본명·본적지 모두 불명.
우노 다이 (10) - 오오니시 류세이 (칸사이 쟈니즈 Jr.)
장남. 호시오가 오늘부터 아버지가 된다고 어머니께 갑자기 들었지만, 아직 누구인지도 모르는 어른을 쉽게 신용하지 못하고 있다.
우노 히데 (8) - 쿠로타 히로유키
차남.
우노 슌 (5) - 이가라시 히나타
막내.
카시와바라 미요 - 요시유키 카즈코
사와코의 할머니.
우노 코이치 - 야스다 켄
사와코의 남편. 가족과 살고 있던 마을에서 갑자기 없어진 남자.

### 스낵 스타
스다 세츠 (32) - 코이케 에이코
마마.
사타케 코헤이 - KENCHI (EXILE)

히라오카 린타로 - 혼다 다이스케

토미야마 - 무라마츠 토시후미

### 슈퍼마켓 야마토
마에카와 코스케 (40) - 이시이 마사노리
사와코의 직속 상사.
안도 군 (21) - 야마다 유키

우스이 쇼코 (21) - 아리무라 카스미

시게타 신조 - 쿠니무라 준

### 시게타가(家)
오랫동안 함께 살아 온 처 - 츠노가에 카즈에
신조의 아내.
시게타 타케시 - 사토 료헤이
신조의 손자.
시게타 무츠미 - 오오츠카 모모코
신조의 손자.
수수께끼의 남자 - 미시마 유타카

### 그 외
미조카미 선생님 - 모토 후유키

하뉴 미치루 - 키나미 하루카

## 스태프
- 각본 - 오카다 요시카즈
- 음악 - 오오하시 트리오
- 연출 - 츠츠미 유키히코, 스즈키 코스케, 시라이시 타츠야
- 주제가 - YUKI 〈STARMANN〉 (에픽 레코드 재팬)
- 프로듀서 - 카사이 히데유키, 히라베 타카아키
- 협력 - 오피스 크레셴도
- 제작 - 칸사이 TV, 호리프로

## 방송 일자
| 각 화                                                      | 방송일         | 부제                                   | 연출                                                          | 시청률 |
| ---------------------------------------------------------- | -------------- | -------------------------------------- | ------------------------------------------------------------- | ------ |
| 제1화                                                      | 2013년 7월 9일 | 운명의 남자…허락해라 어머니도 여자다   | 츠츠미 유키히코                                               | 10.5%  |
| 제2화                                                      | 7월 16일       | 급전개! 호시오 파파 전 여친 습격       | 츠츠미 유키히코                                               | 9.6%   |
| 제3화                                                      | 7월 23일       | 전부 거짓말이었다…실종 남편 돌아오다   | 츠츠미 유키히코                                               | 8.5%   |
| 제4화                                                      | 7월 30일       | 실종 남편·호시오…드디어 기억 돌아오다  | 츠츠미 유키히코                                               | 8.2%   |
| 제5화                                                      | 8월 6일        | 호시오의 본성은 흉포 새로운 수수께끼가 | 스즈키 코스케                                                 | 7.3%   |
| 제6화                                                      | 8월 13일       | 드디어 정체가! 기적의 시작             | 시라이시 타츠야                                               | 8.1%   |
| 제7화                                                      | 8월 20일       | 연인은 별의 왕자님 신장 시작되다       | 츠츠미 유키히코                                               | 9.6%   |
| 제8화                                                      | 8월 27일       | 위험한 능력의 비밀 이별의 예감         | 츠츠미 유키히코                                               | 8.1%   |
| 제9화                                                      | 9월 3일        | 우노가(家)에 대사건! 마중 습격         | 시라이시 타츠야                                               | 7.8%   |
| 최종화                                                     | 9월 10일       | 이별 후에 찾아오는 눈물…               | 스타맨 디렉터즈 츠츠미 유키히코 스즈키 코스케 시라이시 타츠야 | 6.9%   |
| 평균 시청률 8.5% (시청률은 칸토 지구·비디오 리서치사 조사) |                |                                        |                                                               |        |

- 첫회는 10분 지연, 확대 (22:15 ~ 23:19).
- 제7화·최종화는 15분 지연 (22:15 ~ 23:09).